# سیناگا گرانده د سانتا مارتا
سیناگا گرانده د سانتا مارتا (انگلیسی: Ciénaga Grande de Santa Marta) (به زبان اسپانیایی به معنای مرداب بزرگ سانتا مارتا) بزرگ‌ترین مرداب در کلمبیا است که بین رود ماگدالنا و سیرا نوادا د سانتا مارتا واقع شده است. این مرداب مساحتی حدود {{تبدیل|4280|km2|mi2} دارد و بخشی از سامانه دلتای بیرونی رود ماگدالنا است.
این مرداب با یک زبانه ساحلی مصنوعی شنی که در دهه ۱۹۵۰ ساخته شد از دریای کارائیب جدا شده است. این زبانه ساحلی محل عبور جاده ساحلی ۹۰ است که بارانکیا را به سانتا مارتا (کلمبیا) متصل می‌کند. کولاب بزرگ این مرداب از طریق یک تنگه (دریا) باریک به نام کانال لا بارا، که بین شهر پوئبلوویخو (ماگدالنا) و سیناگا (ماگدالنا) قرار دارد، به دریای کارائیب متصل می‌شود.